# Mao lương
Mao lương, tên khoa học Ranunculus sceleratus, còn gọi là
Mao lương độc, Mao cấn độc, Thạch long nhuế, là một loài thực vật có hoa trong họ Mao lương. Loài này được Carolus Linnaeus mô tả khoa học đầu tiên năm 1753.

## Hình ảnh

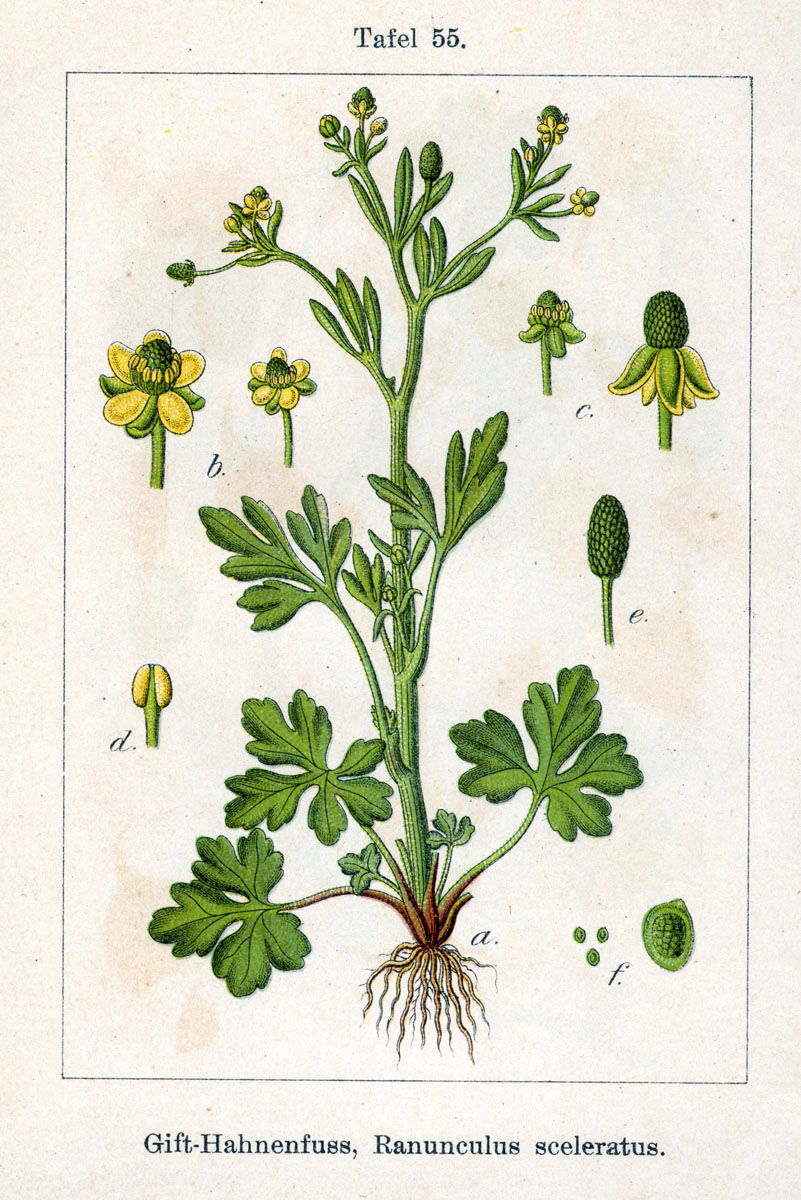
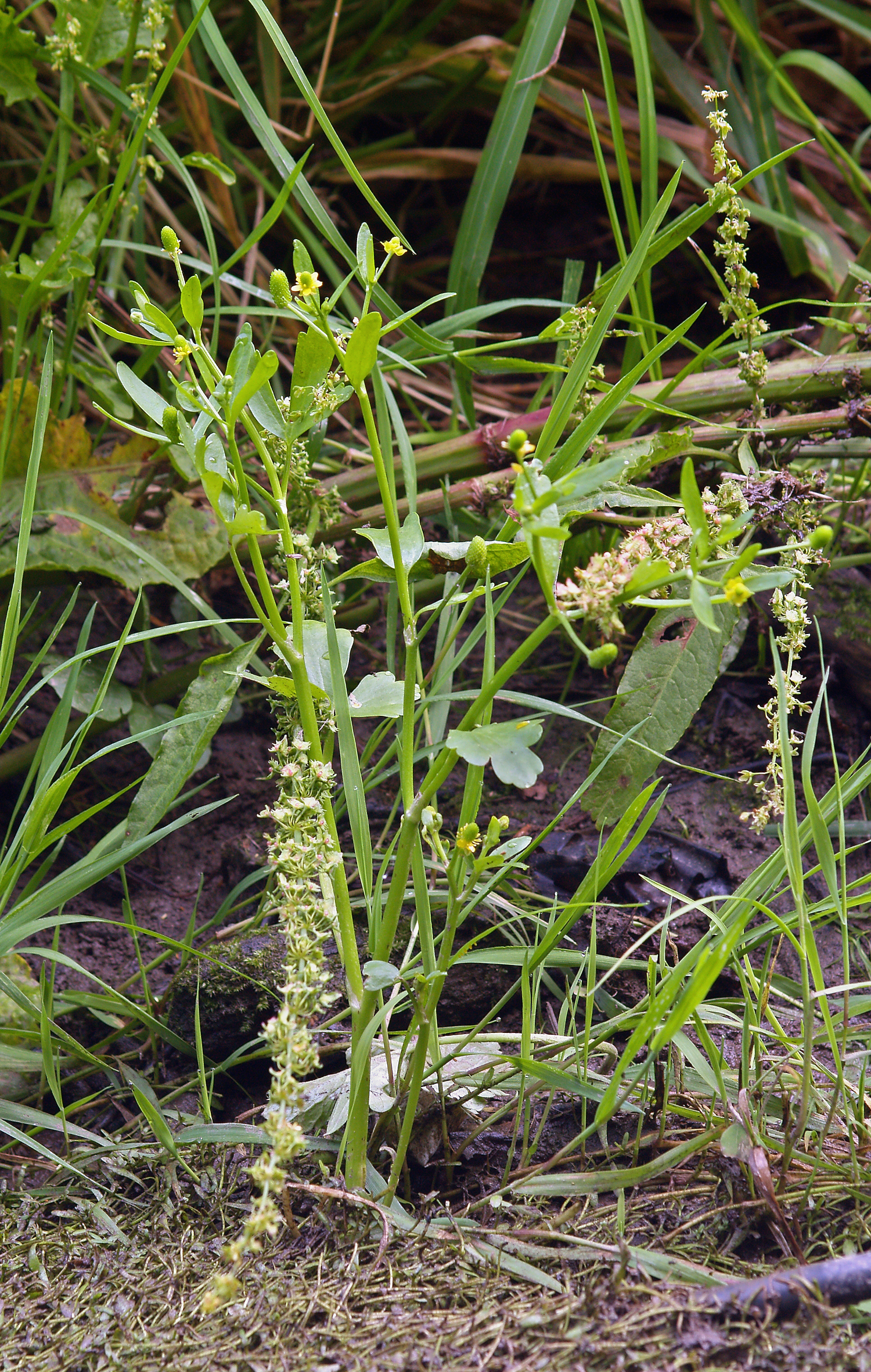
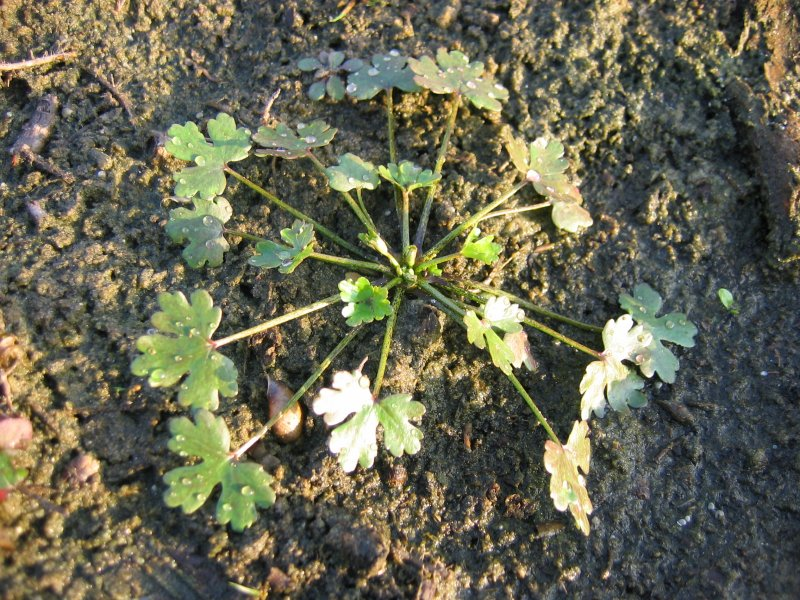
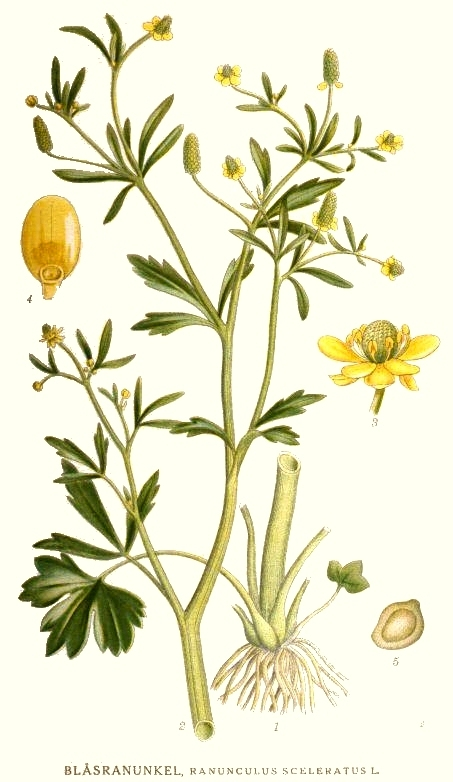